# Struthers
Struthers – miasto w Stanach Zjednoczonych, we wschodniej części stanu Ohio.
Liczba mieszkańców w 2000 roku wynosiła 11 756.